# شاهرخ سخایی
شاهرخ سخایی(۱۷ دی ۱۳۳۲ – ۳ فروردین ۱۳۸۷) عکاس و بازیگر سینما اهل ایران بود.
او دانش‌آموختهٔ عکاسی و طراحی از انستیتوی در دنور آمریکا در سال ۱۳۶۰ بود.
او در طول دوران حرفه‌ای خود عکاسی حدود ۲۸ فیلم از جمله پروندهٔ هاوانا (۱۳۸۴)، سگ‌کشی (۱۳۷۹)، مرسدس (۱۳۷۶)، بمانی (۱۳۸۰) بر عهده داشته‌است.
سخایی در سه فیلم سینمایی نیز بازی کرده بود که آخرین آن دایره زنگی به کارگردانی پریسا بخت‌آور در سال ۱۳۸۶ بود.
سخایی سرانجام در شامگاه ۳ فروردین ۱۳۸۷ بر اثر سکته قلبی درگذشت. پیکرش در قطعهٔ هنرمندان بهشت زهرا به خاک سپرده شد.